# 赤城根村
赤城根村（あかぎねむら）は、群馬県北東部、利根郡に属していた村。

## 地理
- 河川 - 片品川、根利川、赤城川

## 歴史
- 1889年（明治22年）4月1日 町村制施行により北勢多郡赤城根村が成立する。
- 1896年（明治29年）4月1日 郡統合（北勢多郡と利根郡の統合）により利根郡に属する。
- 1956年（昭和31年）9月30日 利根郡東村と合併し、利根郡利根村が成立する。